# Sandry
Sandry Roberto Santos Goes, noto semplicemente come Sandry (Itabuna, 30 agosto 2002), è un calciatore brasiliano, centrocampista dell'Athletic in prestito dal Santos.

## Caratteristiche tecniche
È un mediano brevilineo dotato di buona tecnica che oltre all'aiuto in fase difensiva gli permette di smistare palloni e impostare la manovra.

## Carriera

### Club
Nato ad Itabuna, è entrato a far parte del settore giovanile del Santos nel 2013, all'età di 10 anni. Ad inizio 2019 ha iniziato ad essere aggregato al gruppo della prima squadra guidato da Jorge Sampaoli, facendo il suo esordio il 31 gennaio in occasione dell'incontro del Campionato Paulista vinto 4-1 contro il Bragantino. Il 5 agosto seguente ha rinnovato il proprio contratto con il club, ed il 12 dicembre ha debuttato in Série A entrando in campo nei minuti di recupero dell'incontro vinto 4-0 contro il Flamengo.

### Nazionale
Nel 2019 ha fatto parte della rosa del Brasile U-17 che ha trionfato nel Campionato mondiale di categoria.

## Statistiche
Statistiche aggiornate al 10 dicembre 2021.

### Presenze e reti nei club
| Stagione        | Squadra         | Campionato      | Campionato | Campionato | Coppe nazionali | Coppe nazionali | Coppe nazionali | Coppe continentali | Coppe continentali | Coppe continentali | Altre coppe | Altre coppe | Altre coppe | Totale | Totale | Totale |
| Stagione        | Squadra         | Comp            | Pres       | Reti       | Comp            | Pres            | Reti            | Comp               | Pres               | Reti               | Comp        | Pres        | Reti        | Pres   | Reti   |        |
| --------------- | --------------- | --------------- | ---------- | ---------- | --------------- | --------------- | --------------- | ------------------ | ------------------ | ------------------ | ----------- | ----------- | ----------- | ------ | ------ | ------ |
| 2019            | Santos          | A1/SP+A         | 1+1        | 0          | CB              | 1               | 0               | CS                 | 0                  | 0                  |             | -           | -           | 3      | 0      |        |
| 2020            | Santos          | A1/SP+A         | 2+18       | 0          | CB              | 2               | 0               | CL                 | 7                  | 0                  |             | -           | -           | 29     | 0      |        |
| 2021            | Santos          | A1/SP+A         | 2+4        | 0          | CB              | 0               | 0               | CL+CS              | 2+0                | 0                  |             | -           | -           | 8      | 0      |        |
| Totale carriera | Totale carriera | Totale carriera | 28         | 0          |                 | 3               | 0               |                    | 9                  | 0                  |             | -           | -           | 40     | 0      |        |

## Palmarès

### Club

#### Competizioni nazionali
- Campeonato Brasileiro Série B: 1

Santos: 2024

### Nazionale
- Campionato mondiale Under-17: 1

Brasile 2019